# Podstrana
Podstrana est un village et une municipalité située dans le comitat de Split-Dalmatie, en Croatie. Au recensement de 2001, la municipalité comptait 7 341 habitants, dont 97,28 % de Croates et le village seul comptait également 7 341 habitants.

## Localités
En 2001, la municipalité de Podstrana ne comptait qu'une seule localité, le village éponyme de Podstrana. Depuis 2006, la municipalité, réorganisée, compte 7 localités :
- Gornja Podstrana
- Grbavac
- Grljevac
- Miljevac
- Mutogras
- Strožanac
- Sveti Martin